# Comté de Villefranche
Le comté de Villefranche est un comté créé au XVe siècle.

## Historique
Le comté de Villefranche est créé par lettres patentes données en août 1480 à La Mote de Guy par le roi Louis XI en faveur de Frédéric Ier de Naples, Prince de Tarente, et de son épouse Anne de Savoie (fille d'Amédée IX et nièce de Louis XI par sa mère Yolande de France).
Le comté est formé des terres, châteaux et seigneuries de Villefranche-de-Rouergue, Villeneuve, Peyrusse, Rieupeyroux, La Salvetat, Montrozier, La Roque Bouillac, Flaugnac, Marcillac-Vallon et Cassagnes-Comtaux.
Il est érigé en comté-pairie sous le nom de Villefranche.
Ces lettres patentes sont vérifiées par le Parlement de Paris le 17 janvier 1480, la Chambre des comptes le 19 septembre 1480 et le Parlement de Toulouse le 5 mars 1485.